# Cellerar
Ein Cellerar (eingedeutscht auch Zellerar oder Keller) ist, insbesondere in den nach den benediktinischen Regeln geführten Klöstern sowie auch in Stiften und Domkapiteln, der für die wirtschaftlichen Belange des Klosters bzw. Stifts/Kapitels Zuständige.  Der Begriff stammt aus dem römischen Haushaltswesen und kam im Italien der Spätantike für den Funktionsträger eines Klosters in Gebrauch.

## Aufgaben
Der Cellerar wird vom Abt oder Prior ernannt und ist an dessen Weisungen gebunden.  Seine Aufgaben entsprechen in etwa denen eines Finanzvorstands und Personalchefs in einem Wirtschaftsunternehmen und umfassen u. a. die Vorratshaltung, die Ausgabe von Nahrungsmitteln und Bekleidung an die Mitglieder der Gemeinschaft, die Organisation und Verteilung der anfallenden Arbeit, den Handel mit den im Kloster und auf seinen Gütern hergestellten Erzeugnissen und die Eintreibung und Verwaltung der Geld- und Naturaleinkünfte. Als Leiter der Wirtschaftsbetriebe ist der Cellerar der Vorgesetzte der zivilen Bediensteten eines Klosters bzw. Stifts.

## Kapitel 31 der Benediktsregel
Das Amt des Cellerars ist schon in der  Regel des Heiligen Benedikt von Nursia (um 530 nach Christus) beschrieben, die bis ins 12. Jahrhundert für das Klosterleben in der westlichen Kirche maßgeblich war.

„Zum Cellerar des Klosters wählt man einen aus der Gemeinschaft aus, der lebenserfahren ist und einen reifen Charakter hat, der Gott fürchtet. Er soll für die ganze Klostergemeinde wie ein Vater sein.

Er soll Sorge tragen für alles. Nichts soll er ohne Auftrag des Abtes tun. Er soll sich an die erhaltenen Anweisungen halten. Falls ein Bruder unvernünftige Wünsche vorbringt, dann soll er ihn nicht betrüben, indem er ihn mit Verachtung zurückweist, sondern die unvernünftige Bitte mit Angabe des Grundes bescheiden ablehnen.

Er soll über seine Seele wachen und immer an das Wort des Apostels denken: Wer seinen Dienst gut versieht, erlangt einen hohen Rang. Er sorge unermüdlich für die Kranken, Kinder, Gäste und Armen, in der festen Überzeugung, dass er am Tag des Gerichtes für diese alle Rechenschaft ablegen muss.
Alles Gerät und die ganze Habe des Klosters soll er als heiliges Gerät betrachten.

Nichts soll er nachlässig behandeln. Er soll sich nicht dem Geiz ergeben, aber auch kein Verschwender und Vergeuder des klösterlichen Besitzes sein, sondern in allem Maß halten und die Weisungen des Abtes befolgen.

Er hat die Verantwortung für alles, was ihm der Abt aufträgt. Er gebe den Brüdern das festgesetzte Maß an Speise und Trank, ohne sie von oben herab zu behandeln oder warten zu lassen. Er könnte sie sonst zum Zorn verleiten.

Wenn die Klostergemeinde größer ist, soll man ihm Gehilfen geben. Mit ihrer Unterstützung kann er das ihm anvertraute Amt verwalten, ohne den Frieden der Seele zu verlieren. Zur bestimmten Zeit gebe man, was zu geben, und erbitte man, was zu erbitten ist, damit im Haus Gottes niemand verwirrt oder traurig wird.“

## Bedeutende Cellerare
- Anselm Grün